# Educația în Slovacia
Educația în Slovacia constă într-un sistem de învățământ gratuit bazat pe 10 ani de învățământ obligatoriu.

## Caracteristici generale
Majoritatea școlilor, în special universitățile, sunt deținute de stat, deși, începând cu anii 1990, există și școli deținute de biserici și școli private (a se vedea secțiunea Statistici).
Slovacia are 10 ani de învățământ obligatoriu.
Elevii merg la școală cinci zile pe săptămână, de luni până vineri. Sâmbăta ca zi de școală a fost anulată înainte de anii 1980. Vacanța de vară este de la 1 iulie la 1 septembrie (la universități, și în iunie). Alte pauze au loc o săptămână sau două în preajma Crăciunului și a Paștelui, primăvara, toamna și cu ocazia sărbătorilor oficiale.
Un an școlar este format din două semestre. Primul se încheie la sfârșitul lunii ianuarie în toate școlile, iar al doilea înainte de începerea vacanței de vară. Elevii din învățământul primar și secundar au, de obicei, în jur de 6 ore pe zi (mai puține la începutul educației, mai multe mai târziu). Orele durează 45 de minute și există (mai multe ore scurte și una mai lungă - așa-numita „pauză mare”. Învățământul finanțat de stat și toate manualele și materialele didactice sub nivelul universitar sunt gratuite (returnate la sfârșitul semestrului) - cel puțin în majoritatea cazurilor. Cu toate acestea, există și școli private care sunt plătite.
Elevii din școlile standard primesc note la aproape toate materiile. Notele merg de la 1 (cel mai bun) la 5 (cel mai rău) și pot include note intermediare neoficiale (cum ar fi pentru evaluarea unui singur proiect, test etc., dar niciodată pe rapoartele finale ale elevilor). În comparație cu țările vest-europene, există o „tradiție” intrinsecă a profesorilor de a acorda studenților mai multe note la capătul „bun” al scalei, adică mai multe note de 1, 2 și 3 decât ar primi în Europa de Vest, de exemplu. Elevii de nivel inferior celui universitar primesc rapoarte școlare (liste de note finale) la sfârșitul fiecărui semestru.

## Istoric
Vezi: Educația în Cehoslovacia și Lista colegiilor și universităților din Slovacia

## Sistem
| Nivel/Notă                                    | Vârsta tipică                                                             |
| --------------------------------------------- | ------------------------------------------------------------------------- |
| Grădiniță                                     |                                                                           |
| Preșcoală                                     | 0-3                                                                       |
| Grădiniță                                     | 4-6                                                                       |
| Școală primară                                |                                                                           |
| Clasa I                                       | 6-7                                                                       |
| Clasa a II-a                                  | 7-8                                                                       |
| Clasa a III-a                                 | 8-9                                                                       |
| Clasa a IV-a                                  | 9-10                                                                      |
| Clasa a V-a                                   | 10-11                                                                     |
| Clasa a VI-a                                  | 11-12                                                                     |
| Clasa a VII-a                                 | 12-13                                                                     |
| Clasa a VIII-a                                | 13-14                                                                     |
| Clasa a IX-a                                  | 14-15                                                                     |
| Liceu                                         |                                                                           |
| Clasa I                                       | 15-16                                                                     |
| Clasa a II-a                                  | 16-17                                                                     |
| Clasa a III-a                                 | 17-18                                                                     |
| Clasa a IV-a                                  | 18-19                                                                     |
| Învățământ postliceal                         |                                                                           |
| Învățământ terțiar (Colegiu sau Universitate) | De obicei, trei ani de diplomă de licență și doi ani de diplomă de master |

### Învățământul primar

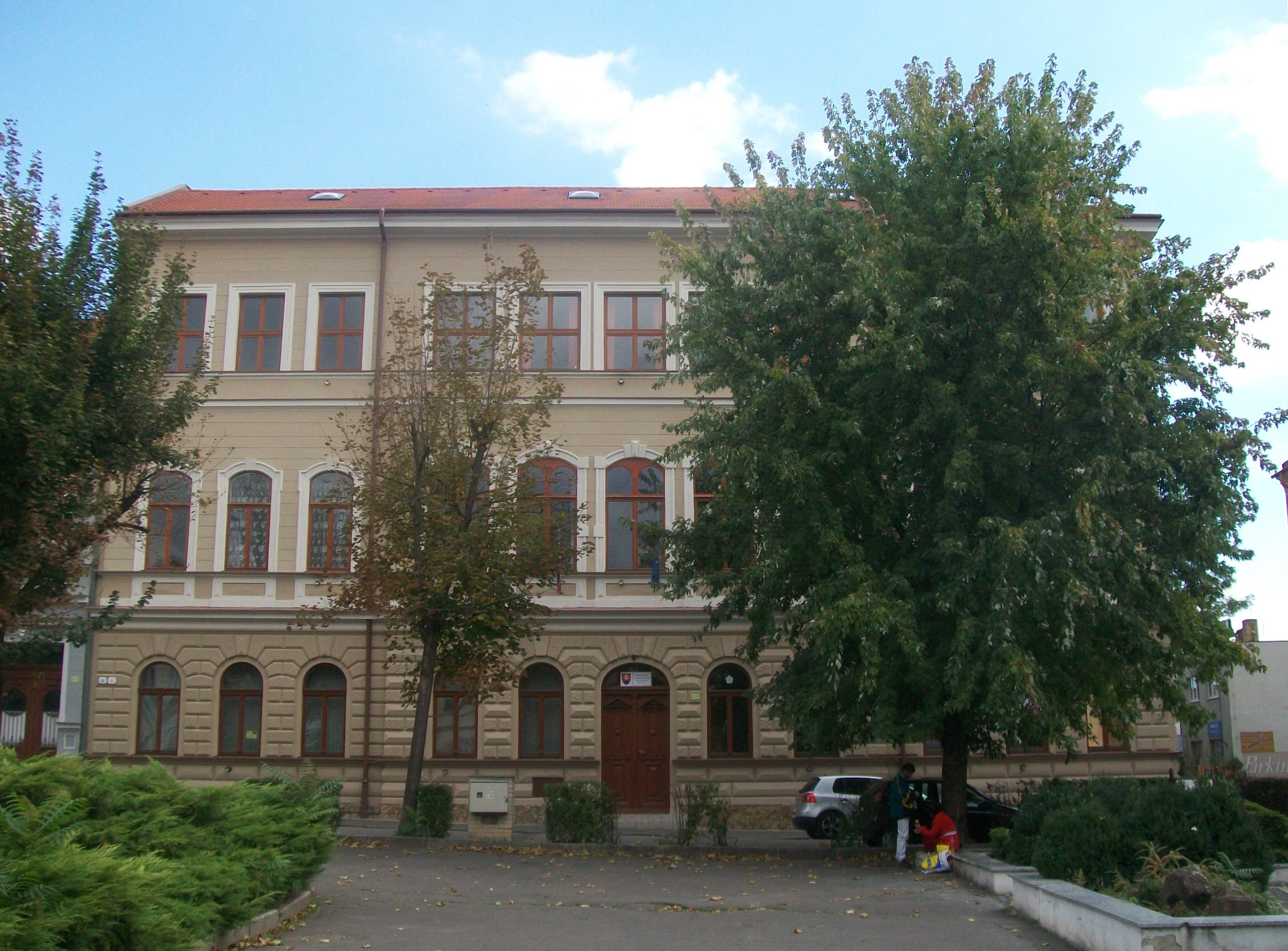
O școală primară în Lučenec

Școlile primare sunt de obicei precedate de grădinițe unde copiii pot petrece până la 4 ani, care la rândul lor pot fi precedate de creșe.
În general, copiii încep școala primară în anul în care împlinesc vârsta de 6 ani. Școlile primare standard durează 9 ani (8 înainte de mijlocul anilor 1990), însă, de la începutul anilor 1990, elevii pot frecventa un gimnaziu de „8 ani”, unde pot începe să meargă după doar 5 ani (4 înainte de anul școlar 2009/2010) de școală primară.
Sistemul de învățământ primar este împărțit formal în două „etape”. A doua etapă se caracterizează prin multe schimbări în ceea ce privește subiectele tratate în comparație cu prima etapă:
- prima etapă a învățământului primar - între 6 și 10 ani, care servește drept platformă pentru studiile următoare
- a doua etapă a învățământului primar - între 10 și 15 ani, această „etapă” poate fi petrecută fie într-o școală primară de 9 ani, fie într-un gimnaziu de 8 ani.

Multe școli primare au fost închise începând cu anul 2000 din cauza evoluției demografice nefavorabile.
Subiectele din a doua etapă a învățământului primar (cu toate acestea, multe dintre ele sunt predate chiar mai devreme) includ:
- limba și literatura slovacă (include literatura slovacă și universală și gramatica slovacă; limba slovacă va fi înlocuită cu maghiara sau ucraineana în școlile minorităților; de obicei, o oră în fiecare zi)
- limbă(e) străină(e) (de obicei două, engleza și elevii pot alege între germană, franceză, rusă sau spaniolă, în funcție de școală; nu toate școlile le au pe toate patru. Înainte de 1990 rusa era obligatorie cu 4 ore pe săptămână). De obicei 3-5 ore pe săptămână din limba principală (de obicei engleza) și 2 ore pe săptămână din cealaltă limbă
- matematică (inclusiv geometrie; o oră în fiecare zi),
- geografie (politică și fizică deopotrivă; de obicei, 2 cursuri pe săptămână)
- biologie (inclusiv botanică, biologie animală, biologie umană, geologie și studii de mediu; de obicei 2 cursuri pe săptămână)
- chimie (de obicei 2 cursuri pe săptămână),
- fizică (de obicei 2 cursuri pe săptămână),
- istorie (de obicei 2 cursuri pe săptămână),
- religie sau etică (elevii pot alege între una sau alta, de obicei 1 oră pe săptămână),
- educație fizică (de obicei 2 ore pe săptămână),
- educație muzicală (de obicei, o oră pe săptămână; uneori se renunță la ea din cauza lipsei de echipamente, de fonduri, de profesori),
- educație artistică (de obicei, 1 oră pe săptămână; uneori se renunță la ea din lipsă de echipamente, fonduri, profesori)
- educație tehnică (de obicei, o oră pe săptămână; uneori se renunță la ea din cauza lipsei de echipamente, fonduri, profesori)

Există, de asemenea, multe „școli primare de artă” facultative — școli de după-amiază pentru anumite instrumente muzicale, teatru, pictură etc. Acestea au o tradiție îndelungată în Slovacia și sunt frecventate de o mare parte a elevilor.

### Învățământ secundar

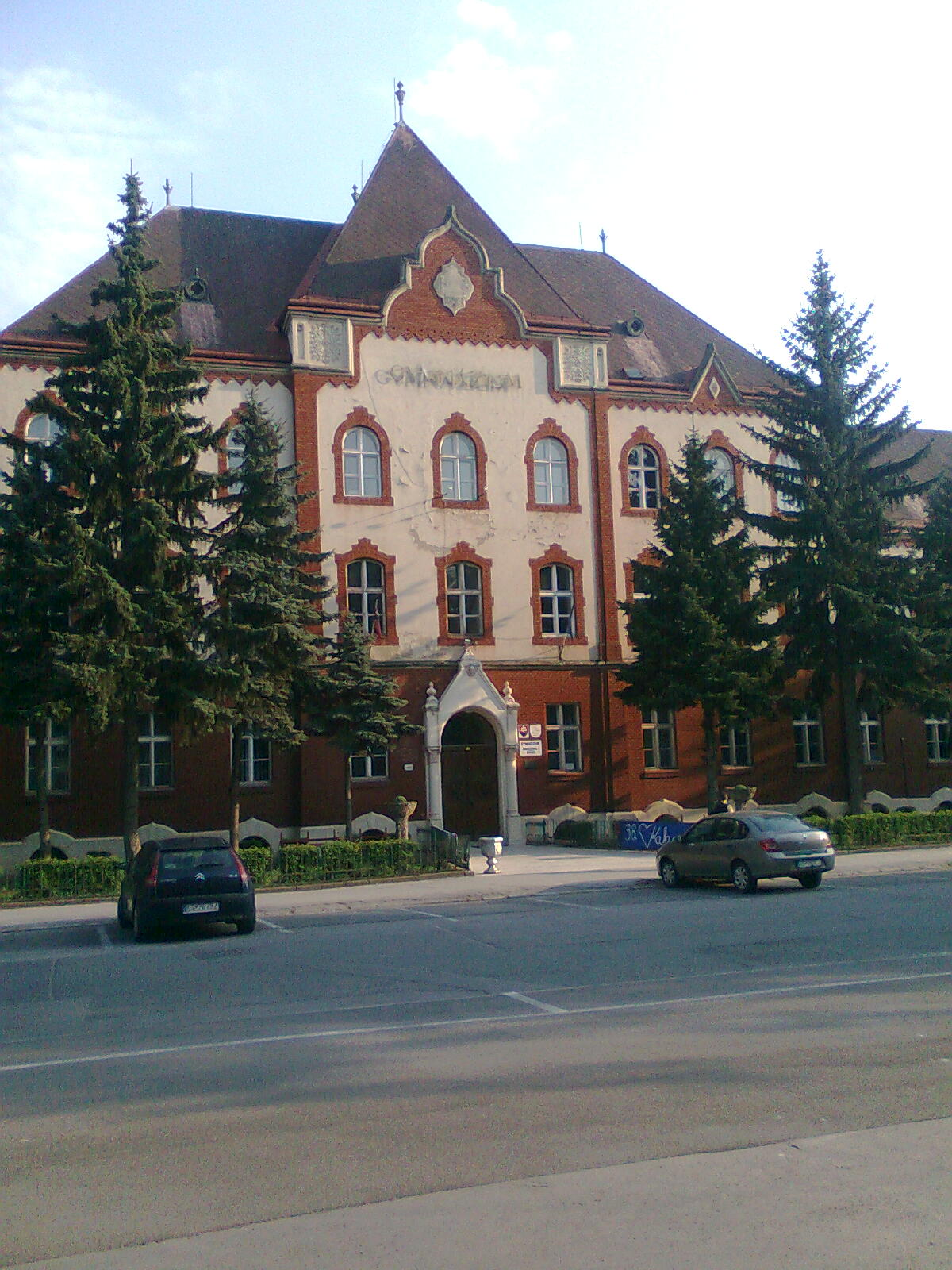
Gimnaziu în Košice

Înainte de a intra în orice școală de învățământ secundar (inclusiv gimnaziul de 8 ani) pentru care există mai mulți candidați decât locuri oferite, candidații trebuie să susțină examene de admitere.
Școlile secundare durează de obicei 4 ani (de la vârsta de 16 ani până la vârsta de 19 ani). Un gimnaziu poate dura, de asemenea, până la 8 ani (până la vârsta de 18 ani), în funcție de câți ani a petrecut elevul în școala primară.
Există patru tipuri de școli secundare:
- învățământ general (non-vocațional):
  - gymnázium (adică gimnaziu, tradus și ca liceu) – pentru gimnaziile bilingve) 8 ani, adică între 16 și 19 ani sau între 10 și 18 ani; pregătește elevii pentru învățământul superior; predă cel puțin 2 limbi străine
- diverse școli profesionale (frecventate de elevii interesați de arte, meșteșuguri sau orice abilități speciale):
  - stredná odborná škola (școală profesională secundară) - de obicei între 16 și 19 ani; de obicei, pregătește și pentru învățământul superior
  - stredné odborné učilište (școală profesională secundară) - de obicei între 16 și 19 ani; centru de formare
  - združená stredná škola (școală secundară „grupată”) - de obicei între 16 și 19 ani; rar

Gimnaziile (liceele) sunt de obicei considerate școli „prestigioase”, deoarece pregătesc în mod explicit pentru învățământul superior și deoarece sunt adesea foarte selective - doar cei mai inteligenți elevi din școlile primare pot fi acceptați. De fapt, majoritatea elevilor care le frecventează își continuă ulterior studiile la o școală de învățământ superior din Slovacia sau din străinătate. Liceele care sunt cele mai competitive sunt de obicei situate fie în Bratislava (Gamča⁠(d), Gymnázium Metodova, Gymnázium Jura Hronca⁠(d), ŠPMNDAG O școală pentru copiii excepțional de talentați), în Košice (Gymnázium Poštová etc.), și o gimnaziu internat în orașul Sučany Bilingválne Gymnázium Milana Hodžu adesea prescurtat la GBAS - adică Gymnasium Bilingual English-Slovak. Dintre acestea din urmă, GBAS este considerată cea mai prestigioasă în regiunea centrală, Poštová în regiunea de est, iar Gymnázium Jura Hronca, precum și GAMČA în regiunea de vest, unde se află capitala, Bratislava. Aceste școli acceptă anual doar un procent foarte scăzut de candidați, adesea sub 15% sau 10%, și tind să accepte o proporție mare de elevi navetiști sau interni, în funcție de tradiție. În ciuda faptului că oferă educație generală, multe gimnazii au clase specializate. Unele dintre ele sunt specializate în limbi străine sau sunt chiar „bilingve” slovacă-germană/engleză/franceză etc. (ex. Gymnázium Milana Hodžu, Gymnázium Metodova, Gymnázium Jura Hronca⁠(d)), altele sunt specializate în matematică sau programare, de exemplu Gamča⁠(d) și Gymnázium Jura Hronca⁠(d). Gamča se remarcă prin faptul că a fost fondată în 1626, la exact 113 ani după ce gimnaziul din Levoča a fost fondat în 1513. Pe de altă parte, GBAS se remarcă prin faptul că a fost înființat abia în 1993 printr-o strânsă cooperare a Ministerului Educației din Slovacia cu British Council din Slovacia, purtând numele unui respectat om de stat slovac, Milan Hodža. Primul club slovac de dezbateri a fost înființat la GBAS, iar pedagogii de renume susțin că Gymnázium Jura Hronca și GBAS au început un val de trimitere a celor mai talentați elevi la cele mai selective licee engleze, licee franceze și americane (cum ar fi grupul Eton, ESAO, UWC ...), precum și universități (inclusiv Universitatea Harvard, Universitatea Oxford, Universitatea Cambridge. Imperial College din Londra, LSE. campusul Sciences Po Paris, Universitatea Princeton, Universitatea Bocconi din Milano și altele).
După terminarea școlii secundare, elevii susțin de obicei un examen de absolvire a școlii (Matura⁠(d) în germană, „maturita” în slovacă), care este o condiție prealabilă de bază pentru a urma o școală de învățământ superior (colegiu), în special o universitate. Înainte de 1990, acesta includea examene obligatorii la matematică (scris la nivel național standardizat + oral), slovacă, inclusiv literatură (scris la nivel național standardizat + oral) și rusă și la o materie la alegerea elevilor. După 1990, sistemul a fost schimbat, astfel încât fiecare școală și-a pregătit propriile teste și întrebări – la gimnaziu la materiile: slovacă, inclusiv literatura (scris și oral), o limbă străină (scris și oral), două materii la alegerea elevului (oral). Problema evidentă a acestui sistem a fost comparabilitatea scăzută sau inexistentă a rezultatelor. Sistemul maturita a fost modificat din nou în 2005. Noul sistem ar trebui să înlocuiască în viitor actualele examene de admitere la școlile de învățământ superior (colegii). Principalele schimbări sunt: o materie de examen suplimentară (pentru gimnazii), teste scrise unificate la nivel național pentru limbi străine și matematică (se presupune că și alte materii vor urma în viitor), un grad ridicat de standardizare a altor examene, precum și posibilitatea ca elevul să aleagă dacă dorește să promoveze un examen de nivel A (cel mai simplu), un examen de nivel B sau un examen de nivel C (cel mai dificil, numai pentru limbi străine). La gimnaziu, subiectele de examen includ: literatura slovacă inclusiv (scris și oral), o limbă străină (scris și oral), o materie de științe naturale și alte două materii la alegerea elevului [Detalii în slovacă: ]

### Învățământ superior

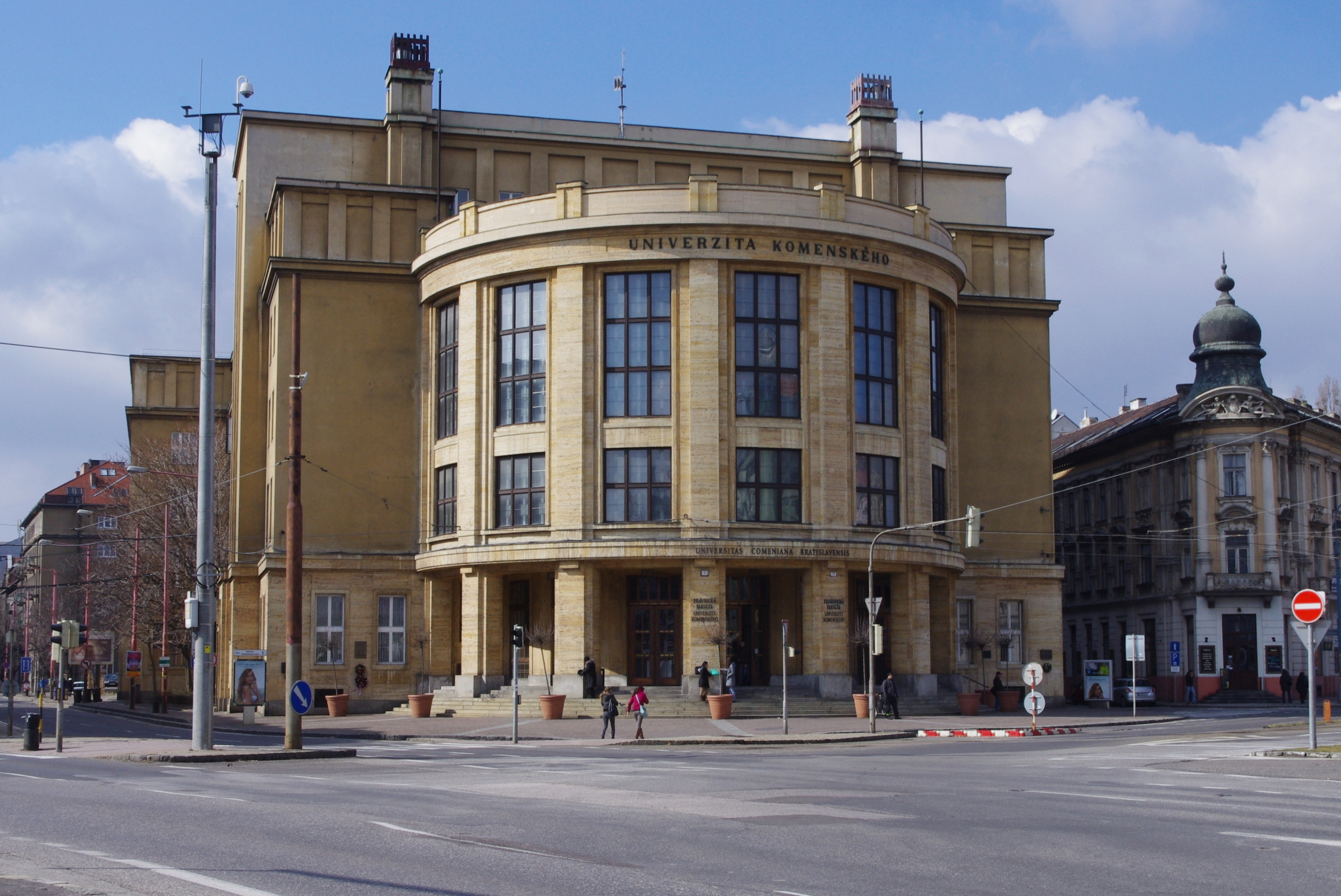
Sediul Universității Comenius la Šafárikovo námestie din Bratislava

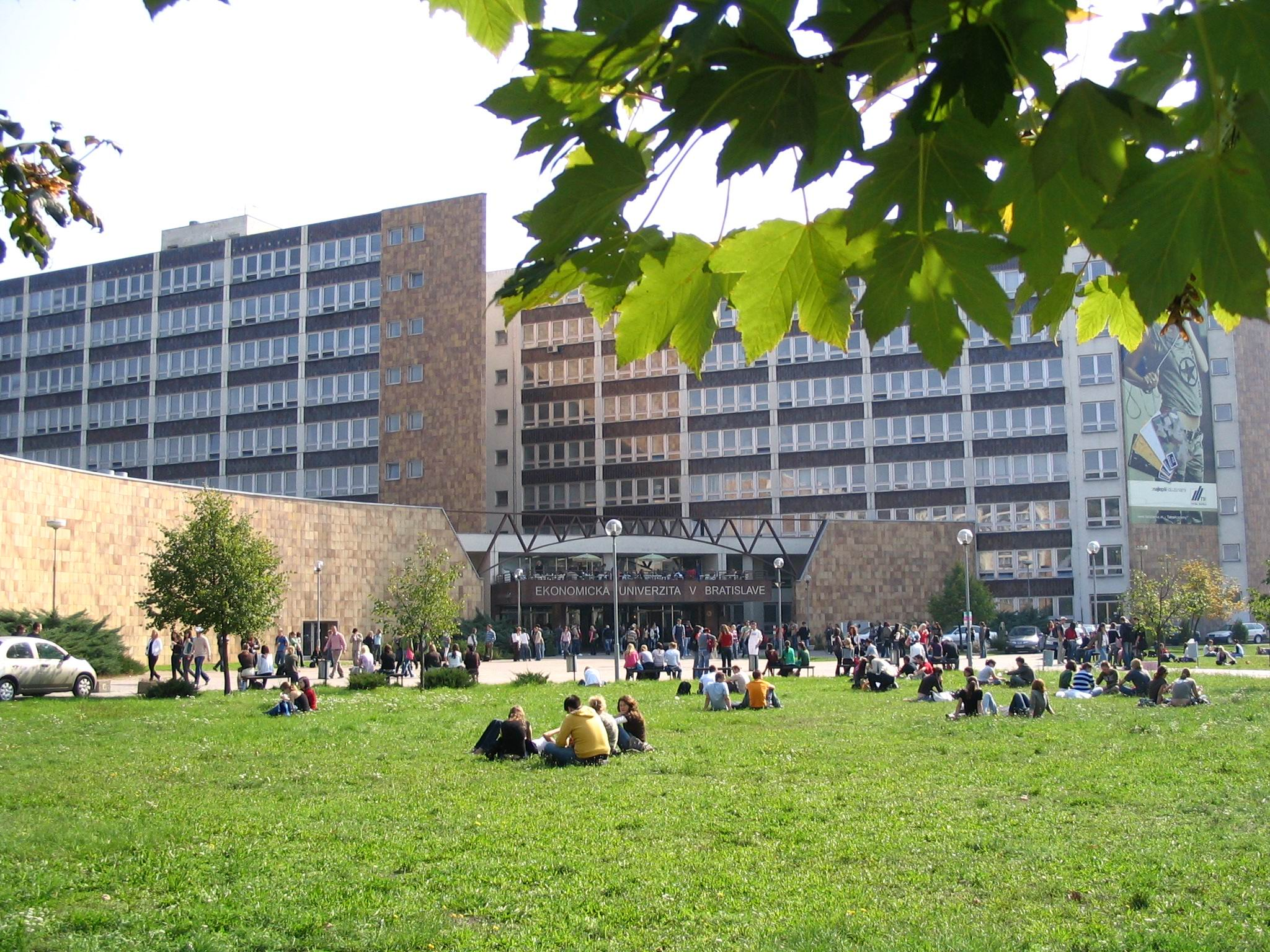
Universitatea de Economie din Bratislava

Termenul slovac „vysoká škola” („școală de învățământ superior”, literal „liceu”, a se compara cu denumirea germană Hochschule⁠(d)), se poate referi la toate școlile de învățământ superior (adică terțiar) sau, într-un sens mai restrâns, doar la acele școli de învățământ superior care nu sunt universități.
Prima universitate de pe teritoriul Slovaciei a fost Universitas Istropolitana⁠(d) (= Academia Istropolitana⁠(d)), fondată în 1465. Principala și cea mai mare universitate actuală din Slovacia este Universitatea Comenius. Pentru alte universități și colegii actuale, a se vedea Lista colegiilor și universităților din Slovacia.
Legea din 2002 privind școlile de învățământ superior distinge între școlile de învățământ superior publice, de stat și private (colegii):
- Școlile publice de învățământ superior reprezintă cazul de bază. Acestea sunt înființate prin lege. Marea majoritate a școlilor de învățământ superior este de acest tip. Ele sunt finanțate de guvern și de posibile activități comerciale.
- Instituțiile de stat de învățământ superior sunt toate școli militare, de poliție și medicale. Acestea sunt înființate prin intermediul ministerelor corespunzătoare ale guvernului. Acestea sunt finanțate de guvern și de posibile activități comerciale.
- Instituțiile private de învățământ superior sunt înființate și finanțate de instituții neguvernamentale, dar aprobate de Ministerul Educației. Acest tip de școală este încă destul de rar.

Studiile la universitățile de stat și publice sunt gratuite atunci când se studiază în limba slovacă. Atunci când studiază în programe în limba engleză, studenții trebuie să plătească între 2.300 și 13.500 USD pentru un an universitar, în funcție de program. Cea mai mică taxă de școlarizare este pentru management (2.000 EUR/an), iar cea mai mare este pentru stomatologie (13.500 EUR/an).
Înainte de a intra în orice școală de învățământ superior pentru care există mai mulți candidați decât locuri oferite, candidații trebuie să susțină examene de admitere. Aceste examene iau forme foarte diferite în fiecare școală. Rezultatele la „maturitate” ale candidatului sunt de obicei luate în considerare și atunci când se evaluează dacă acesta poate deveni elev al școlii. Deoarece numărul ramurilor de studiu și al școlilor de învățământ superior a crescut considerabil în cursul sfârșitului secolului al XVIII-lea (deși cu prețul calității studiilor), procentul general al celor care nu sunt acceptați în aceste școli a scăzut considerabil în aceeași perioadă. De asemenea, un număr tot mai mare de slovaci studiază în străinătate, în special în Republica Cehă, datorită unei bariere lingvistice reduse, a unei situații economice (și a perspectivelor de angajare) ușor mai bune în această țară, precum și a similitudinilor dintre cele două sisteme educaționale. Ca urmare, procentul slovacilor cu studii superioare a crescut considerabil în ultimul deceniu.
Studiile sunt organizate în cadrul următoarelor programe de studiu și „etape” (traduse și ca niveluri). Fiecare școală trebuie să ofere cel puțin etapa 1:
- Etapa 1: Programul de studii de licență ; 3-4 ani; titlu: „Licență” (bakalár, abr. „Bc.”)
- Etapa 2 sau Etapa 1 + Etapa 2 (Etapa 2 durează 1–3 ani):
  - programul de studii de master; titlu: „Master” (magister, abr. „Mgr.”) [în studii de artă: Master of Arts (magister umenia, prescurt. „Mgr. art.”)];
  - programul de studii inginer; titlu: „Inginer” (inžinier, prescurtare „Ing.”) [în arhitectură „Ingineer de arhitectură” (inžinier architekt, prescurtare „Ing. arh.”)]
  - Programul de studii doctorale; titluri:
    - a) în medicina umană: „Doctor în Medicină” (doktor medicíny, prescurtare „MUDr.”)
    - b) în medicina veterinară: „Doctor în Medicină Veterinară” (doktor veterinárnej medicíny, prescurtare „MVDr.”)
    - c) în medicină dentară: „Doctor în medicină dentară” (doktor zubného lekárstva, prescurtare „MDDr.”), studiind din 2010
- Etapa 2/3:
  - Doctorat după redactarea unei teze riguroase și promovarea unui viva voce și a unui examen riguros sunt:
    - a) în științe ale naturii „Doctor în științe ale naturii” (doktor prírodných vied, prescurtare „RNDr.”),
    - b) în farmacie „Doctor în farmacie” (doktor farmácie, prescurtare „PharmDr.”),
    - c) în științe sociale și științe ale artei „Doctor în filozofie” (doktor filozofie, abr. „PhDr.”)
    - d) în studiile de drept „Doctor în drept” (doktor práv, prescurtare „JUDr.”),
    - e) în predare și studii fizice „Doctor în pedagogie” (doktor pedagogie, prescurtare „PaedDr.”)
    - f) în teologie (cu excepția teologiei catolice) „Doctor în teologie” (doktor teológie, abr. „ThDr.”).
- Etapa 3:
  - Doctorat și program de studii; 3-4 ani; titluri (plasate în spatele numelui ):
    - a) titlul de bază „Philosophiae Doctor” (doktor, prescurtare „PhD.”)
    - b) în studii de artă „Doctor Artis” (doktor umenia, prescurtare „ArtD.”)
    - c) în teologie catolică „Licențiat de teologie” (licenciát teológie, abbr..”ThLic.”) sau „Doctor în teologie” (doktor teológie, prescurtare „ThDr.”)

  - studii de specializare în medicină

Legea privind școlile de învățământ superior din 2002 distinge:
- școli de învățământ superior de tip universitar: Acestea oferă programe de studiu în toate cele trei etape și cu o proporție considerabilă din a doua și a treia etapă. Numai aceste școli au dreptul să utilizeze cuvântul „universitate” în denumirea lor.
- școli de învățământ superior de tip neuniversitar = școli profesionale de învățământ superior: Acestea sunt școlile rămase (care oferă predominant doar prima etapă)

Anul universitar începe la 1 septembrie a anului în curs și se încheie la 31 august a anului următor (în realitate, însă, se încheie în mai/iunie). Studiile dintr-un an universitar pot fi împărțite în două semestre sau, mai rar, în trei trimestre. Procesul de predare include diverse forme de instruire, cum ar fi cursuri, seminare, exerciții, lucrări de laborator, proiecte, instruire practică, consultații etc. Sistemul de credite în conformitate cu normele Sistemului european de transfer al creditelor (ECTS) a fost introdus în 1998 pentru organizarea tuturor nivelurilor și formelor de studii din învățământul superior. Sarcina standard a studentului este exprimată prin numărul de șaizeci de credite pe an universitar și treizeci de credite pe semestru. Școala de învățământ superior stabilește numărul total de credite necesare pentru finalizarea corespunzătoare a studiilor în etapele sale respective.
Studenții care locuiesc mai departe de universitate pot solicita un cămin, însă locuințele private sunt din ce în ce mai populare în rândul studenților, în ciuda costului lor mai ridicat. Dormitoarele și școlile oferă o cantină cu prețuri foarte mici pentru studenți. Toate materialele de studiu trebuie să fie obținute de către studenți. Studenții beneficiază de o gamă largă de reduceri, iar statul le plătește asigurarea de sănătate și pentru plățile de asigurări sociale. Studenții universităților publice și private se pot bucura de beneficiile enumerate dacă au mai puțin de 26 de ani și sunt studenți ai unui program zilnic. Configurația actuală a universităților din Slovacia permite chiar și celor mai săraci să studieze dacă își pot permite primele taxe de înscriere, prima plată pentru un cămin și prima achiziție de materiale de studiu.
Universitățile oferă un program de studii externe ca alternativă la programul zilnic. Studiul extern este mai lung cu un an atât pentru cursurile de licență, cât și pentru cele de masterat, iar studenții de la programul de studiu extern nu sunt eligibili pentru beneficii de stat. Diferența majoră dintre studiul extern și un program de studiu zilnic este numărul de cursuri și programarea modificată pentru a favoriza persoanele angajate. Examenele finale sunt aceleași atât pentru studenții de la programul zilnic, cât și pentru cei de la programul extern.
Printre cele mai dorite de angajatori se numără diplomele STEM, cu întâietate deținute de diplomele în IT, de preferință de la Universitatea Slovacă de Tehnologie din Bratislava și diplomele în inginerie. Alte diplome dorite de angajați sunt cele din domeniul economic, în principal de la Universitatea de Economie din Bratislava.